# Aulo Cecina Peto
Aulo Cecina Peto (em latim: Aulus Caecina Paetus; m. 42) foi um senador romano nomeado cônsul sufecto em 37 com Caio Canínio Rébilo.

## Carreira
Em 42, Peto participou da conspiração de Lúcio Arrúncio Camilo Escriboniano contra o imperador Cláudio e acabou sentenciado à morte. Sem coragem para suicidar, Árria Maior, sua esposa, lhe arrancou das mãos a adaga, apunhalou-se e, em seguida, devolveu-a ao marido dizendo que não doeu ("Paete, Non dolet"). Sua história foi registrada nas cartas de Plínio, o Jovem, que obteve sua informação da neta de Árria, Fânia.

## Família
Peto se casou com Árria Maior e os dois tiveram um filho que morreu antes dele, um outro, Caio Lecânio Basso Cecina Peto, foi adotado por Caio Lecânio Basso, cônsul em 64, e foi cônsul sufecto em 70, e uma filha, Árria Menor, que se casou com Públio Clódio Trásea Peto, cônsul sufecto em 56.